# Wang Jian (peintre)
Pour les articles homonymes, voir Wang (patronyme) et Wang Jian.
Wang Jian ou Wang Chien ou Wang Kien, surnom: Yuanzhao, noms de pinceau: Xiangbi, Lianzhou, Ranxiang Angzhu etc., est un peintre de paysages et copiste chinois des XVIe et XVIIe siècles, né en 1598, originaire de Taicang (ville de la province du Jiangsu), mort en 1677.

## Les six Maîtres du début de Qing
Les six maîtres du début des Qing sont Wang Shimin, Wang Jian, Wang Hui, Wang Yuanqi, Wu Li et Yun Shouping (aussi connus comme les Quatre Wang, Wu et Yun). Cinq d'entre eux sont de célèbres paysagistes, tandis que Yun Shouping excelle à peindre les fleurs. Ils sont regroupés pour plusieurs raisons: ils sont contemporains et leurs vies couvrent tout un siècle, de la fin des Ming au début des Qing; ils sont étroitement liés les uns avec les autres, soit par le sang, soit par des relations de maître à élève; ils travaillent dans une étroite proximité; et, plus important, ils suivent les mêmes traditions et partagent des intérêts communs. Par leurs vues sur l'art et leur style artistique, les Six Maîtres appartiennent à la catégorie des peintres lettrés.

## Biographie
Wang Jian appartient au même clan que Wang Shimin. Bien que d'une génération supérieure à la sienne, il est de six ans son cadet. Tous deux, amis intimes, discutent souvent d'art. Wang Jian est né dans une famille de lettrés. Son grand-père, Wang Shishen, est un célèbre homme de lettres de la dynastie des Ming et un grand collectionneur d'art. Wang Jian réussit les examens impériaux de la fonction publique au niveau provincial, vers la fin de la dynastie des Ming, et sert quelques années comme fonctionnaire à Lianzhou (actuelle Hepu district administratif du Guangxi). Mais après avoir résigné son poste et être retourné dans sa ville natale, il abandonne définitivement cette carrière.
Comme Wang Shimin, Wang Jian grandit dans une atmosphère lettrée artistique; il apprend à peindre en copiant des chefs-d'œuvre, absorbant ce qu'il y avait de meilleur chez les anciens peintres. Il emprunte une grande part de sa technique à Wang Meng et acquiert une grande maîtrise du travail au pinceau vertical. Ses tableaux sont peints à l'encre foncée, ce qui donne aux montagnes et vallées une apparence profonde, sereine et harmonieuse. Les arbres sont luxuriants mais ordonnés. tous les éléments de la peinture sont étroitement liés les uns aux autres. Le Pays des songes, peint en 1656 alors qu'il a cinquante-huit ans, fait preuve d'un travail au pinceau superbe. La partie supérieure du rouleau mural porte une longue inscription qui explique comment, au sixième mois lunaire de cette année-là, le peintre est allé passé l'été à Bantang.

## Peinture onirique
Un jour, alors qu'il n'a rien à faire, il s'assoupit après le déjeuner et rêve d'un lieu spctaculaire où se trouve une chaumière, dont la cour est plantée de fleurs et de bambous épars. En face de la petite maison, il y a un lac limpide où, dans un bateau, pêche un vieillard insouciant. Sur le mur, à l'intérieur de la maison, est accroché un paysage brumeux de Dong Qichang. Quand Wang Jian se réveille, tout est frais dans sa mémoires; il saisit aussitôt un pinceau pour en faire un tableau. Le paysage réalisé avec des traits de pinceau minutieusement organisés et élégants, sur un fond peint à l'encre très diluée. Le grain des montagnes rocheuses est rendu au pinceau sec. Les minuscules vaguelettes à la surface du lac donnent un effet décoratif. La maison que Wang Jian a vue dans son rêve est en fait la villa Wangchuan de Wang Wei, le fondateur de l'École de peinture du Sud sous la dynastie des Tang, dont le style est célébrépar Dong Qichang. L'allusion de Wang Jian suggère son admiration pour cette école.

## Influence et tradition
Au début de l'époque Qing, la riche diversité de la peinture chinoise se perpétue, nonobstant l'accès au pouvoir d'une dynastie étrangère. Les individualistes se retirent gagnant des temples isolés, tandis que les autres peintres, acceptant souvent les charges que leur confie la nouvelle administration, se rangent presque tous sous la bannière de Dong Qichang dont la forte influence et l'autorité sont à l'origine d'une orthodoxie nouvelle, fondée sur l'étude des Anciens. Les Quatre Wang sont les plus illustres représentants de cette tendance, particulièrement peut-être les deux plus âgés d'entre eux, Wang Shimin et Wang Jian, qui modèrent leurs propres élans pour rendre un hommage quasi-exclusif au passé.

## Carrière et formation
L'un et l'autre originaire de Taicang, au Jiangsu, sont fonctionnaires et occupent, pendant un temps, un poste dans le même district de Ludong. On désigne parfois les maîtres du début des Qing sous le nom d'école de Ludong. Wang Jian est alors nommé gouverneur de Lianzhou (ville de la province chinoise du Guangdong). C'est au contact des collections familiales que se fait sa formation artistique et l'amitié qui le lie à Wang Shimin a une influence réciproque sur l'œuvre de ces deux peintres qui relèvent des mêmes idéaux et de la même esthétique.

## Style sous influence
Wang Jian se fait peut-être plus véritablement copiste, d'où son rôle moins important mais tout aussi significatif, étant donné son talent à saisir l'esprit de son modèle et à traduire avec une puissance certaine. Grand admiratuer des maîtres Yuan, il s'intéresse également à Dong Yuan et Juran, grands paysagistes du Xe siècle et leur consacre de nombreuses études. Dans ses compositions inspirées de Huang Gongwang et de Wu Zhen, on retrouve dans l'évocation des versants arrondis des montagnes, les longs traits de pinceau appelés rides en fibre de chanvre, rompus de touches d'encre onctueuse, empruntés en fait à Juran. D'autres œuvres portent un accent plus personnel, dont l'encre riche s'organise en éléments intégrés dans une composition nouvelle, plus libre à l'égard du passé et qui révèle parfois une sensibilité surprenante.

## Musées
- Kyoto (Sōraikan):
  - Paysages, album signé de douze œuvres d'après des maîtres  Song et Yuan.
- Pékin (Mus. du Palais):
  - Longue rivière entre des monts profondément ridés, daté 1956, d'après Dong Yuan, rouleau en longueur.
  - Rivière serpentant entre des pentes de colline, signé et daté 1660, à la manière de Huang Gongwang, inscription de Wang Shimin.
  - Paysage de montagnes avec grands pins et pics élevés, daté 1667, à la manière de Wang Meng.
  - Paysage, d'après Ni Zan, poème du peintre.
- Princeton (University Art Mus.):
  - Études de paysages d'après des maîtres anciens, douze feuilles d'album signées.
- Stockholm  (Nat. Mus.):
  - Huit petits paysages d'après des maîtres anciens, l'un d'eux est signé et daté 1665.
- Taipei (Nat. Palace Mus.):
  - Paysage, d'après Huang Gongwang, rouleau en hauteur à l'encre et couleurs sur papier, poème du peintre.
  - Paysage, encre et couleurs sur soie, dans le style de Zhao Mengfu, rouleau en hauteur.
  - Collines à l'automne, encre et couleurs sur soie, d'après Wang Meng, rouleau en hauteur.
  - Paysage, daté 1665, encre et couleurs légères sur papier dans le style de Wang Meng, rouleau en hauteur.
  - Paysage, daté 1664, encre sur papier dans le style de Ni Zan, rouleau en hauteur.
- Washington DC (Freer Gallery of Art):
  - Nuages sur les rivières Xiao et Xiang, signé et daté 1668, encre et couleurs sur papier, d'après Zhao Mengfu, rouleau en hauteur.